# Lowell Fulson
Lowell Fulson, (Atoka vagy Tulsa, 1921. március 31. – Long Beach, 1999. március 7. vagy 1999. március 6.) amerikai bluesgitáros, énekes, dalszerző. T-Bone Walker után ő volt a nyugati parti blues legfontosabb alakja az 1940-es, -50-es években. Szerzői-jogi okokból vannak lemezei Lowell Fullsom és Lowell Fulsom névvel is.

## Pályafutása
Fulson a Choctaw rezervátumban született az oklahomai Atokában. Azt állította, hogy apja révén cherokee származású, máskor azt, hogy choctaw-i. Apját megölték, amikor Lowell gyerek volt. Néhány évvel később édesanyjával és testvéreivel Claritába költözött. Coalgate-ben járt iskolába.
Tizennyolc évesen Adába költözött. 1940-ben néhány hónapra Alger „Texas” Alexander énekeshez csatlakozott, de később Kaliforniába költözött, ahol hamarosan egy fiatal Ray Charles és Stanley Turrentine partnere lett.
Fulsont 1943-ban behívták, és 1945-ig az Egyesült Államok haditengerészetében szolgált. Az 1940-es években a Swing Time Records, az 1950-es években a Chess Records, az 1960-as években a Kent Records és a Rounder Records adta ki lemezeit. Ő írta a „3 O'Clock Blues”-t − B.B. King első slágerét; több előadó is rögzítette. 1965-ös dala, a „Black Nights” volt az első slágere az évtizedben. „Tramp” még sikereresebb lett a R&B sztárok világában.
1966-ban a testvére, Robert Fulson feleségül vette a „The Raelettes” egykori tagját, Margie Hendrixet, és mindketten Lowell-lel kezdtek  fellépni, mielőtt 1968-ban szétváltak.
A „Swingtime Tribute” című előadást 1993-ban nyitották meg a kaliforniai Paramount Theatre-ben Fulson, Johnny Otis, Charles Brown, Jay McShann, Jimmy Witherspoon, Jimmy McCracklin és Earl Brown közreműködésével.
Fulson utolsó felvétele az „Every Day I Have the Blues” duettje volt Jimmy Rogersszel az utóbbi 1999-ben (Blues, Blues, Blues). Fulson 1999. március 7-én halt meg a kaliforniai Long Beachen, 77 éves korában. Tina Mayfield elmondta, hogy Fulson a halálát vesebetegsége, cukorbetegsége és pangásos szívelégtelensége okozta. Négy gyermek édesapja és tizenhárom gyermek nagyapja volt.

## Albumok
- 1959: Back Home Blues
- 1966: Soul: Kent
- 1967: Tramp
- 1969: Now
- 1969: In a Heavy Bag
- 1970: Hung Down Head
- 1971: Let's Go Get Stoned
- 1973: I've Got the Blues
- 1975: Lowell Fulson
- 1975: Ol' Blues Singer
- 1976: Lowell Fulson
- 1984: Everyday I Have the Blues
- 1984: One More Blues
- 1988: San Francisco Blues
- 1988: It's a Good Day
- 1992: Hold On
- 1995: Sinner's Prayer
- 1995: Them Update Blues
- 1996: Mean Old Lonesome Blues
- 1997: The Complete Chess Masters (50th Anniversary Collection)
- 2001: I've Got the Blues (... and Then Some) (complete Jewel recordings)
- 2002: The Complete Kent Recordings 1964–1968
- 2004: 1946–1953, Vols. 1–4 (complete Big Town, Downbeat/Swing Time recordings)

## Díjak
- 1993: Blues Foundation Hall of Fame, Classics of Blues Recording – Singles or Album Tracks, for „Reconsider Baby”
- 1993: Blues Foundation Blues Music Award, Traditional Album of the Year, for Hold On
- 1993: Rhythm and Blues Foundation, Pioneer Award
- 1995: Grammy-díj jelölés: Best Traditional Blues Album of the Year, for Them Update Blues
- 1995: Rock and Roll Hall of Fame, „Reconsider Baby”; „500 Songs That Shaped Rock and Roll”
- 2010: Blues Hall of Fame
- 2014: Oklahoma Music Hall of Fame

## Fordítás
Ez a szócikk részben vagy egészben  a   Lowell Fulson című angol Wikipédia-szócikk ezen változatának fordításán alapul.  Az eredeti cikk szerkesztőit annak laptörténete sorolja fel. Ez a jelzés csupán a megfogalmazás eredetét és a szerzői jogokat jelzi, nem szolgál a cikkben szereplő információk forrásmegjelöléseként.